# Зімбабве на літніх Олімпійських іграх 1980

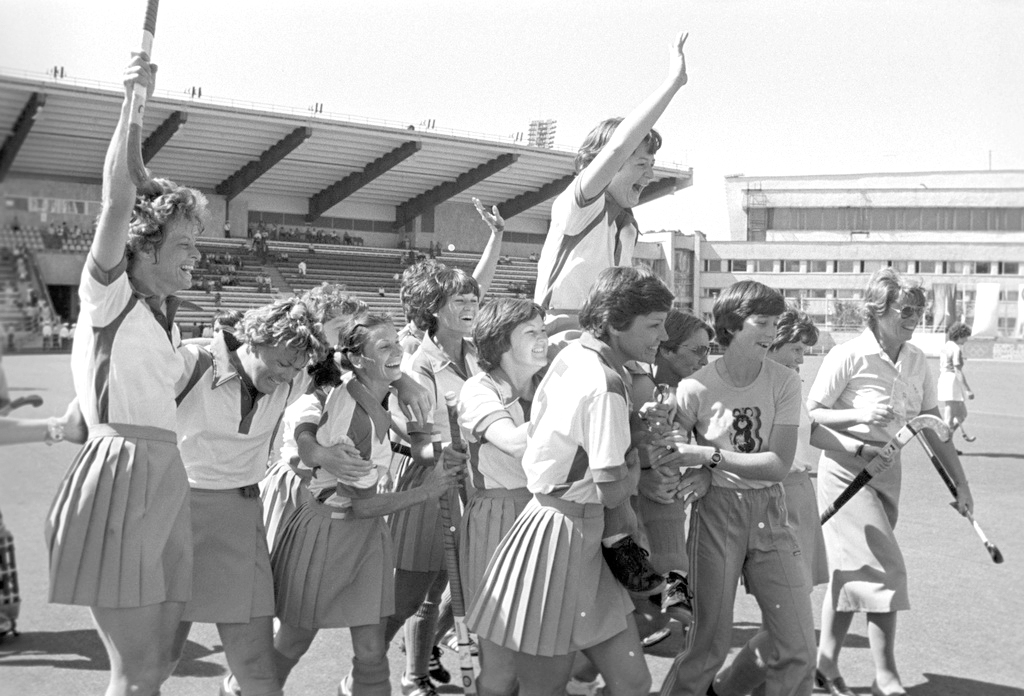
Команда Зімбабве з хокею на траві

Зімбабве вперше взяла участь в літній Олімпіаді в Москві, СРСР. До цього спортсмени цієї країни виступали на Іграх в складі збірної Родезії, яка взяла участь в трьох Іграх.
Всього до національної спортивної делегації увійшло 42 спортсмени (23 чоловіків і 19 жінок) в 10 видах спорту.
Жіноча збірна з хокею на траві завоювала першу золоту Олімпійську нагороду для країни.